# 輸家男
，又稱魯者男、擼蛇、廢青、輸家男等，是大部分東亞地區网络的一种諷刺语，意即「人生的失敗者」，最早在1993年由韓國匿名网民創設，在网络作为隱語流通，2012年左右開始有華人網友使用此用法，於是逐渐在华人地区流行。

## 含义

### 韩国
韩语原文为，音译自英语（在英文中也有loser guy或loser boy的表述）。於1993年由一名韩国匿名网民创设，在网络中作为隱語流通。

### 台湾
2010年代起，台湾也出现了类似的用法。台湾多使用魯蛇或LOL，取自英文「loser」的諧音，批踢踢網站(PTT)鄉民通常以此來諷刺當今貧富差距的現象，尤其是在工作上不順遂、低收入、沒有愛人者。相對地，有成就、或日子過得不錯的人，例如：富二代、公務員、受異性歡迎者等則被鄉民諷刺為溫拿（「winner」）、偉君，而嘲諷者就反被消遣是loser，例如：失業、低薪（如月薪只有臺幣22,000元或更低）、交不到女友等，之後就逐漸出現「魯蛇」的諧音用法取代loser。後來貶義色彩漸淡，也會有鄉民以「小魯」或「小蛇」（第一人稱自謙『小弟』的變化）自稱，或使用「本魯蛇」、「本魯」、「本蛇」（本人）等。
在2012年年中時已有這樣的用法，在2012年12月到2013年1月間，這個詞突然開始大流行，先是在八卦版出現，之後也在各大板看板出現，成為2013年（適逢蛇年）初最流行的新用語之一。

### 中國大陸
在中国大陸，网民通常使用「盧瑟」或「擼sir」，亦取自英文「Loser」谐音。「盧瑟」一詞最早出現在2006年左右的水木社區，是一種基於個人收入狀況的身份認同，和温拿相對。自2011年起，「撸sir」一詞在網上出現，因爲「擼」字在北方方言含有男性手淫的意思，正好符合屌絲「相貌醜陋，收入微薄，工作低賤，異性戀但只能性幻想，整天卻只能手淫自行解決生理需求」的特质，更加具有嘲讽性。
中国当代作家蒋方舟认为「卢瑟」实际上是一群名校出身、在大城市生活、有着朝九晚五的工作、生活品味不低的群体，接近做题家。按此标准，大部分人甚至不足以被称为「卢瑟」。与「卢瑟」相对的「温拿」则是进入体制或靠关系和机遇就直上青云的人。「卢瑟」们怨念的重点在于做题进阶的努力和骄傲都在个人收入面前被完全抹杀。北京大学教授夏学銮认为当今社会的阶级固化是刚从大学毕业、出身于二三线城市并在大城市打拼的青年自认为「卢瑟」并产生焦虑的原因。而中国人民大学教授周孝正则认为「卢瑟」们的有较高学历，有稳定的工作和收入，相较于农民工群体，完全是在无病呻吟。

### 日本
在日本的网络语言中，失败者多用「ネト充」、「非リア」来表示（与现充相对），或用「負け犬」（Loser-Dog），而甚少使用音译。
在日本，魯蛇若超過三十歲，仍然無法脫離單身，就戲稱會晉身為「大法師」、「法師」。

## 外部連結
- youtube影片介紹魯蛇 （页面存档备份，存于）
- 미녀들의수다、152회 
- 男人的致命傷？　身高不滿180　女：loser！ nownews 2009年11月21日
- 韓女生節目稱矮男是失敗者 男觀眾不滿索賠38億[永久] dwnews 2009年11月23日
- 韓女生節目稱矮男是失敗者 男觀眾不滿索賠38億 （页面存档备份，存于） 全球新闻 2009年11月23日
- SJ利特 衰被嫌矮引公幹 蘋果日報 2009年11月14日